# Xã Erie, Michigan
Xã Erie (tiếng Anh: Erie Township) là một xã thuộc quận Monroe, tiểu bang Michigan, Hoa Kỳ. Năm 2010, dân số của xã này là 4.517 người.